# Lukas Jüliger
Lukas Jüliger (* 1988 in Bad Neuenahr) ist ein deutscher Comic-Künstler und -autor. Er debütierte 2013 mit der Graphic Novel Vakuum und veröffentlichte in den folgenden Jahren Berenice (2018) und Unfollow (2020). Jüligers Arbeiten wurden zuletzt im Kontext von Climate-Fiction rezipiert.

## Leben
Jüliger wuchs in Rheinland-Pfalz auf machte dort seinen Schulabschluss, bevor er im Jahr 2009 nach Hamburg übersiedelte. Dort studierte er, der in seiner Jugend vor allem Tim und Struppi gelesen habe, zunächst bei Anke Feuchtenberger Illustration an der Hochschule für Angewandte Wissenschaften (HAW) und später an der École nationale supérieure des Arts Décoratifs (ENSAD) in Paris. Comics zeichnete er unter anderem für den WWF. Bereits während seiner Studienzeit in Hamburg veröffentlichte er die Coming-of-Age-Geschichte Vakuum. „Aus dem Nichts steht plötzlich ein virtuoser deutscher Comicerzähler vor uns“, freute sich Andreas Platthaus, der befand, Jüliger habe „eine romantisch-rätselhafte Geschichte gezeichnet, die im Dürrenmattschen Sinne zu Ende gedacht wird“. Daraufhin war der Künstler Stipendiat am Literarischen Colloquium Berlin (LCB). Zudem wurde er von Isabel Kreitz in ihrer Rolle als Kuratorin der Reihe Die Unheimlichen im Carlsen Verlag zur Beteiligung ebendort eingeladen, Resultat war die Adaption von Edgar Allan Poes Erzählung Berenice. Zwei Jahre und vier Monate war der Zeichner dann mit seinem nächsten Buch Unfollow beschäftigt. Die Veröffentlichung trug ihm einen Luchs des Monats ein. Im selben Jahr war Jüliger einer der drei künstlerischen Beiträger zur virtuellen Überreichung der Goethe-Medaille an Ian McEwan. Im Frühjahr 2021 arbeitete er im Rahmen eines Atelieraufenthalts im Salzamt Linz.
Für eine Ausstellung in Berlin stellte der Künstler Material zu seinen bisherigen Buchveröffentlichungen als „Gesamtinstallation“ zusammen. Lukas Jüliger war Gast von Veranstaltungen wie dem Internationalen Literaturfestival Berlin (2020) oder dem Nextcomic-Festival Linz (2021).
Vakuum wurde ins Französische übersetzt (Éditions Rackham 2014), Unfollow ins Italienische (Atlantide Edizioni 2021).
Von April bis Juli 2023 ist Jüliger Stipendiat des Goethe-Instituts und arbeitet in der Villa Kamogawa.

## Veröffentlichungen
- Vakuum. Reprodukt, Berlin, 2013, ISBN 978-3-943143-15-7.
- Berenice. Carlsen Verlag, Hamburg, 2018, ISBN 978-3551713483.
- Unfollow. Reprodukt, Berlin, 2020, ISBN 978-3-95640-217-3.